# Corticaria corsica
Corticaria corsica là một loài bọ cánh cứng trong họ Latridiidae. Loài này được Brisout miêu tả khoa học năm 1887.